# 上海华侨商店
上海华侨商店原名上海市华侨特种物资供应商店，是中華人民共和國上海市歷史上一家综合性侨汇商店，位於上海永安公司大樓（南京东路627号）。該商店的顧客以归侨和僑眷為主，归侨和僑眷可以憑藉侨汇券來該商店購物。歸侨和僑眷還可以委託該商店代购該店不经营的商品。

## 歷史
1961年5月以前，根据国务院关于凭侨汇证增加供应粮食、食油、食糖、猪肉、棉布等侨汇物资的规定，上海市侨汇物资由上海市粮食局、第一商业局、第二商业局等系统所属基层单位供应。1961年下半年，国务院各有关部门增拨一些日用工业品和高档商品的供应。1961年7月25日，上海市华侨特种物资供应商店开业，归侨凭侨汇证可以在該商店購買日用工业品。
1963年7月搬遷至上海永安公司大樓。文化大革命时期一度停业。1978年10月在上海永安公司大樓恢復營業。上海市第一商业局向上海华侨商店提供日用工业品货源。1983年，上海华侨商店對三類產品實行自行采購，商店親自與工廠對接。截至1993年，上海华侨商店成為上海友谊华侨股份有限公司下屬商店。